# 諸聖教堂 (泰恩河畔新堡)

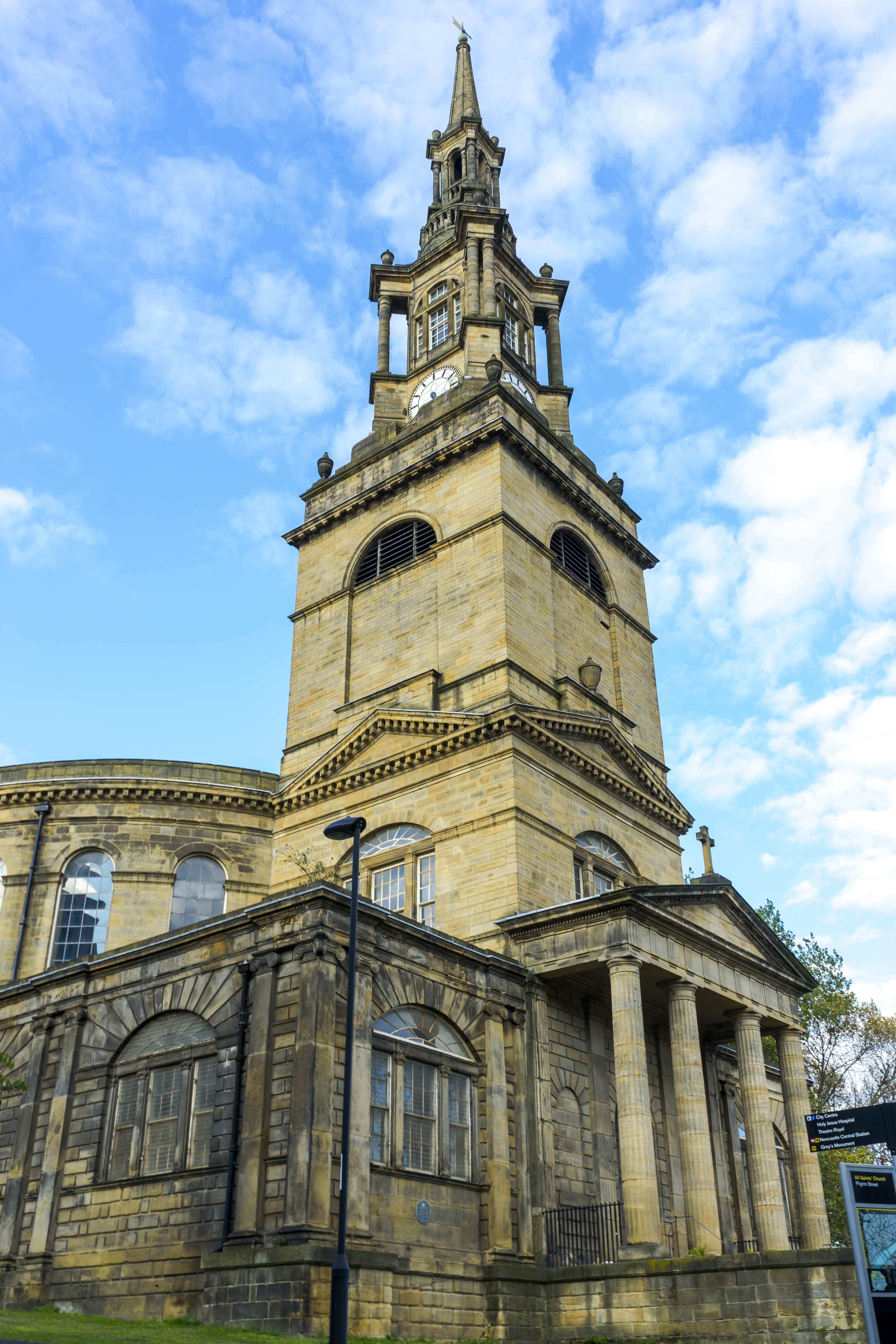
諸聖教堂

諸聖教堂（英語：All Saints' Church）是位於英國英格蘭城市泰恩河畔新堡的一座長老宗教堂，修建於18世紀晚期。諸聖教堂是泰恩河畔新堡第三高的宗教建築，也是這座城市第七高的建築物。諸聖教堂是一座英國一級保護建築。